# Marlow (New Hampshire)
Marlow è un comune degli Stati Uniti d'America facente parte della contea di Cheshire nello stato del New Hampshire.